# Зонтра
Зонтра (њем. Sontra) град је у њемачкој савезној држави Хесен. Једно је од 16 општинских средишта округа Вера-Мајснер. Према процјени из 2010. у граду је живјело 8.156 становника. Посједује регионалну шифру (AGS) 6636011.

## Географски и демографски подаци
Зонтра се налази у савезној држави Хесен у округу Вера-Мајснер. Град се налази на надморској висини од 265 метара. Површина општине износи 111,3 km². У самом граду је, према процјени из 2010. године, живјело 8.156 становника. Просјечна густина становништва износи 73 становника/km².

## Међународна сарадња
| Мјесто | Држава    | Врста сарадње | Од    |
| ------ | --------- | ------------- | ----- |
|        | Француска | партнерство   | 1971. |
| Извор  |           |               |       |